# Lauren Halperin
Lauren Halperin (* in Boston, Massachusetts) ist eine US-amerikanische Schauspielerin und Model.

## Leben
Halperin wurde in Boston in Massachusetts geboren, wuchs allerdings in Fort Lauderdale in Florida auf. Sie besuchte von 1999 bis 2005 die University of Central Florida, die sie mit dem Bachelor of Arts in Theaterschauspiel und Psychologie verließ. Seit ihrem Studium ist sie als Schauspielerin tätig, seit 2007 arbeitet sie außerdem als Fitnessmodel. 2013 gründete sie die The Working Actor Group.
Durch eine Episodenrolle in der Fernsehserie Love That Girl! begann sie 2011 mit dem Filmschauspiel. Im selben Jahr folgte eine Episodenrolle in der erfolgreichen Fernsehserie How I Met Your Mother. 2017 spielte sie jeweils in einer Episode der Fernsehserien 24: Legacy, House of Cards und Stranger Things mit. Außerdem war sie in der Pilotfolge von Superstition zu sehen.

## Filmografie
- 2011: Love That Girl! (Fernsehserie, Episode 2x06)
- 2011: Thor – Der Allmächtige (Almighty Thor) (Fernsehfilm)
- 2011: How I Met Your Mother (Fernsehserie, Episode 7x01)
- 2012: Pulled Sandusky, Ohio, Tourism Commercial (Kurzfilm)
- 2013: Feed Me
- 2016: #AtlantaActors (Kurzfilm)
- 2017: 24: Legacy (Fernsehserie, Episode 1x04)
- 2017: House of Cards (Fernsehserie, Episode 5x13)
- 2017: Superstition (Fernsehserie, Pilotfolge)
- 2017: Stranger Things (Fernsehserie, Episode 2x01)
- 2018: Kevin (Probably) Saves the World (Fernsehserie, Episode 1x10)
- 2018: Der Denver-Clan (Dynasty) (Fernsehserie, Episode 1x18)
- 2018: Spuk in Hill House (The Haunting of Hill House) (Fernsehserie, Episode 1x02)
- 2019: Episodic (Fernsehserie, Episode 3x03)
- 2019: Brockmire (Fernsehserie, Episode 3x02)
- 2019: Tales (Fernsehserie, Episode 2x03)
- 2019: Love & Debt
- 2019: Raising Dion (Fernsehserie, Folge 1x04)
- 2019: Insatiable (Fernsehserie, Episode 2x09)
- 2019: Noelle
- 2019: Dolly Partons Herzensgeschichten (Dolly Parton’s Hearstrings) (Fernsehserie, Episode 1x04)
- 2020: Doom Patrol (Fernsehserie, Episode 2x07)
- 2022: Candy: Tod in Texas (Candy, Fernsehserie, Episode 1x01)
- 2022: Atlanta (Fernsehserie, Episode 3x01)
- 2022: Woke (Fernsehserie, Episode 2x01)
- 2022: Candy: Tod in Texas (Miniserie, Episode 1x01)
- 2022: Senior Year
- 2022: Johnson (Fernsehserie, 2 Episoden)
- 2022: Echo 3 (Fernsehserie, Episode 1x01)
- 2022: I Want You Back
- 2023–2024: BMF (Fernsehserie, 5 Episoden)
- 2024: Harold und die Zauberkreide (Harold and the Purple Crayon)